# Béla Goldoványi
Béla Goldoványi (Budapest, Hungría, 20 de diciembre de 1925-ibídem, 16 de noviembre de 1972) fue un atleta húngaro, especializado en la prueba de 4 x 100 m en la que llegó a ser medallista de bronce olímpico en 1952.

## Carrera deportiva
En los JJ. OO. de Helsinki 1952 ganó la medalla de bronce en los relevos 4 x 100 metros, con un tiempo de 40.5 segundos, llegando a meta tras Estados Unidos (oro con 40.1 s) y la Unión Soviética (plata con 40.3 segundos), siendo sus compañeros de equipo: Géza Varasdi, György Csányi y Laszlo Zarandi.